# Стоглав
Стогла́в — сборник решений Стоглавого собора 1551 года. Решения сборника касаются как религиозно-церковных, так и государственно-экономических вопросов в свете ожесточённых споров того времени о церковном землевладении; содержит разъяснения о соотношении норм государственного, судебного, уголовного права с церковным правом.
Состоит из 100 глав, откуда название. После окончания собора в качестве дополнения добавлена 101-я глава. Название утвердилось с конца XVI века. Сам текст памятника содержит и иные наименования: соборное уложение, царское и святительское уложение (гл. 99).

## Содержание
Стоглав пытался решить следующие насущные вопросы:
- укрепления церковной дисциплины среди духовенства и борьба против порочного поведения представителей церкви (пьянства, разврата, взяточничества), ростовщичества монастырей,
- унификация церковных обрядов и служб,
- полномочия церковного суда,
- против пережитков язычества среди населения,
- жесткая регламентация (а, по существу, введение своеобразной духовной цензуры) порядка переписки церковных книг, писания икон, строительства церквей и т. д.

Название первой главы («В лето 7059-е месяца февраля в 23 день…»), казалось бы, даёт точную дату работы Стоглавого собора: 23 февраля 7059 года (1551 год). Однако исследователи расходятся во мнении, является ли эта дата указанием на начало заседаний Собора или определяет время начала составления Соборного уложения. Работу Собора можно разделить на два этапа — совещание с обсуждением ряда вопросов и обработка материала, хотя возможно, что это были одновременные процессы. Это предположение подтверждается и самой структурой «Стоглава», последовательностью расположения глав и их содержанием.
В первой главе в общих чертах намечена программа Собора: Собор отвечает на вопросы царя, который предлагал темы для соборного обсуждения. Участники Собора, как следует из текста, ограничивались высказыванием своих мнений по предложенным темам. В первой главе круг вопросов Собора излагается бегло, несколько путано, иногда приводятся ответы, иногда — нет. Составитель не имел здесь задачи целиком раскрыть содержание тех «исправлений», которыми занимался Собор. Но хотя составитель не всегда приводит ответы Собора на вопросы, он знакомит с документами, в соответствии с которыми принимались решения на Соборе. По существующим правилам Собор не имел права принять решение, расходившееся с канонической литературой. Часть памятников этой литературы упомянута в первой главе «Стоглава»: Правила святых апостолов, святых отцов церкви, Правила, установленные на Соборах духовенства, а также поучения канонизированных святых. В следующих главах этот список расширяется.
В двух главах (5 и 41) содержатся царские вопросы, которые должны были обсуждать все участники Собора. Для составления вопросов царь привлёк лиц из своего окружения, прежде всего членов «Избранной рады». Двое из них имели духовный сан (митрополит Макарий и протопоп Сильвестр), и поэтому их роль была значительна.
Главы с 6 по 40 содержат ответы на некоторые из первых 37 вопросов царя. Продолжение ответов содержится в 42-й и последующих главах. Этот разрыв объясняется тем, что соборные прения по составлению ответов на царские вопросы, видимо, были прерваны появлением на Соборе царя. В течение дня, а может, и нескольких дней, Собор решал вопросы совместно с царем. С этим связано, видимо, возникновение так называемых «вторых царских вопросов», которые изложены в 41 главе «Стоглава». Они касаются в основном вопросов богослужения и нравов мирян.
Царские вопросы можно разделить на три группы:
1. преследующие интересы государственной казны (вопросы: 10, 12, 14, 15, 19, 30, 31);
2. обличающие беспорядки в святительстве и монастырском управлении, в монастырской жизни (вопросы: 2, 4, 7, 8, 9, 13, 16, 17, 20, 37);
3. касающиеся беспорядков в богослужении, обличающие предрассудки и нехристианскую жизнь мирян (вопросы: 1, 3, 5, 6, 11, 18, 21—29, 32—36).

Две последние группы вопросов направлены на укрепление нравственной стороны жизни духовенства и населения. Поскольку государство целиком перепоручало эту область церкви, видело в ней свою идеологическую опору, то естественным было для царя желание видеть церковь единой, пользующейся авторитетом у населения.
Среди особенностей структуры «Стоглава» следует особо выделить наличие 101-й главы — приговора о вотчинах. Она, видимо, была составлена после окончания работы Стоглавого собора и прибавлена к основному списку в качестве дополнения.

## Основные положения
Уложение Собора 1551 года затронуло главные стороны церковной жизни; в нём были собраны и систематизированы все нормы действующего права Русской церкви. Исходным материалом, кроме канонических источников, послужили Кормчие книги, Устав св. Владимира, постановления Собора 1503 года, послания митрополитов.
Постановления «Стоглава» касаются архиерейских пошлин, церковного суда, дисциплины духовенства, монахов и мирян, богослужения, монастырских вотчин, народного образования и призрения нищих и других вопросов.

### Финансовые вопросы
Вопреки постановлению Собора 1503 года «Стоглав» разрешил взимание ставленнических пошлин, но установил для них, равно и как для треб, твёрдую таксу. При этом было решено, что все пошлины должны собирать не архиерейские чиновники, а поповские старосты с десятскими.
16 вопрос царя «О церковных и о монастырских деньгах» касался критики ростовщичества в церкви: «О церковной и о монастырской казне, еже в росты дают: угодно ли се Богови и что Писание о сем глаголет? Божественное писание и мирянам резоимство возбраняет нежели церквям Божиим деньги в росты давать и хлеб в наспы? Где то писано во святых правилах? О сем пишет церковное богатство нищих богатство и прочим на потребу достоить? Якоже пишет?».

### Вопросы нравственности и контроля над жизнью духовенства
Собор был вынужден признать существование известных беспорядков, порочивших русскую церковь, и даже угрожавших её будущему (эти вопросы включены во 2 и 3 группы).
Поэтому одним из самых важных нововведений Собора является повсеместное введение института поповских старост (гл. 6) избранных из числа священников. Количество поповских старост в каждом городе определялось епископами по царскому повелению. Собор определил количество старост только для Москвы — семь. Этому числу соответствовало и число соборов, то есть центральных по значению в данном округе храмов. Поповские старосты должны были служить в соборах. В помощь им, согласно «Стоглаву», избирались из священников десятские. В селах и волостях избирались только десятские священники. «Стоглав» зафиксировал, что в обязанности этих выборных лиц входил контроль над правильным ведением службы в подведомственных церквях, за благочинием священников.
Предписывались этические требования и к иконописцам, в которых ценилось смирение, кротость, трезвость, законопослушность (гл. 43).
Собор 1551 года вынес важное решение относительно «двойных» монастырей, в которых одновременно проживали монашествующие обоих полов: монастырям было приписано строго соблюдать обособленность полов и выполнять общежительный устав. Также критике подвергалось бесконтрольное бродяжничество и попрошайничество монахов.

### Обличение безнравственности мирян
Стоглав повелевает организовывать училища для обучения прихожан грамоте (гл. 26). Стоглав (гл. 40) запрещал стрижение усов и бритьё бороды:

Кто браду бриет, и преставится таковой, недостоит над ним служити ни сорокоустия пети, ни просвиры, ни свещи по нем в Церковь, с неверным да причтется, от еретик бо се навыкоша.

В соборном постановлении осуждались распространённые в народном быту бесчинства и пережитки язычества: судебные поединки, скоморошеские представления, азартные игры, пьянство. Другое постановление Собора касалось осуждения безбожных и еретических книг (Гл. 42). Этими книгами были объявлены: «Secreta secretorum», сборник средневековой мудрости, известный на Руси под названием «Аристотель», астрономические карты Эммануила бен Якоба, прозванные «Шестокрылом». Также был наложен запрет на общение с иностранцами, которые во времена Ивана Грозного стали всё чаще приезжать в Россию.
33 глава Стоглава осуждает мужеложество и содомию, лица, уличённые в этих грехах, отлучались от церкви.

### Вопросы богослужения
Многие постановления «Стоглава» касаются богослужения. Часть из них были вынесены на обсуждение по инициативе самого Ивана IV, хотя несомненно, что в этом вопросе им руководил митрополит Макарий.
Стоглав официально в 31—32 главах узаконил двуперстное сложение при совершении крестного знамения и сугубую аллилуию в Московской Церкви. Соборный авторитет данных решений впоследствии стал основным аргументом старообрядчества. Закрепилось убеждение в необходимости крещения через троекратное полное погружение (гл. 17), которое должно сопровождаться словами:

Крещается раб Божий имя-рек, во имя Отца, и погружает его, первое глаголя аминь; таже и Сына, и погружает его, второе глаголя аминь; таже и Святаго Духа, и погружает его третие, и глаголет и ныне и присно и во веки веков аминь.

Стоглав запрещает прохождение через Царские врата служителей без риз и епитрахили (гл. 10). Критерием освященности церкви называется антиминс, изготавливаемый либо из шерстяной, либо льняной ткани. Богослужение осуществляется после колокольного звона (гл. 7), и священник должен быть облечён в ризы и епитрахиль (гл. 8, 10, 14, 15).

### Вопросы брака и венчания
Стоглав очерчивает брачный возраст для юношей с 15 лет, а для девушек с 12 лет (гл. 18). Идеальным браком считался первый (гл. 23). Второй не венчался, но мог иметь благословение, за третий полагалось временное отлучение от церкви на 5 лет, а четвёртый именовался преступлением, «понеже свинское есть житіе».

### Церковный суд
«Стоглав» отменил несудимые грамоты, тем самым сделав все монастыри и приходские причты подсудными своим епископам. Светским судам он запретил судить духовных лиц. До этого церковный суд, вверявшийся епископами боярам, дьякам, десятникам, вызывал постоянные жалобы. Но об упразднении этих должностей Собор не мог и помышлять — они ведь существовали и при митрополитах Петре и Алексее. Поэтому было решено дать священникам право участия в судах через своих выборных старост и сотских. Но при этом законодатели совершенно позабыли определить роль этих представителей.

### Церковное землевладение
Видимо, этот вопрос, хотя и обсуждался на Стоглавом соборе, но не был включён в первоначальное Соборное уложение. Позже к его тексту была добавлена дополнительная 101-я глава — «Приговор о вотчинах». Приговор царя с митрополитом и другими архиереями о вотчинах отразил стремление царя ограничить рост церковных земельных владений. «Приговор о вотчинах» закрепил следующие пять основных решений:
1. Приговором запрещается архиепископам, епископам и монастырям покупать у кого-либо вотчины без разрешения царя;
2. Земельные вклады на помин души допускаются, но при этом оговаривается условие и порядок их выкупа родственниками завещателя;
3. Вотчинникам ряда областей запрещается продавать вотчины людям иных городов и без доклада царю дарить монастырям;
4. Приговор не имеет обратной силы, не распространяет своего действия на сделки (договоры дарения, купли-продажи или завещания), заключённые до Стоглавого собора;
5. На будущее же устанавливается санкция за нарушение приговора: конфискация вотчины в пользу государя и невозвращение денег продавцу.

## Значение
Стоглав является не только сборником церковных правил и наставлений, но и многоплановым сводом светского права, ценнейшим источником социально-экономической и политической истории России XV—XVI веков. В нём прослеживается как борьба иосифлян и нестяжателей по поводу церковного землевладения, так и иные конфликты на Руси того времени. В Стоглаве также содержатся яркие картины из жизни русского народа, обычаи, уходящие корнями в языческую эпоху.
Стоглав зафиксировал порядок богослужения, принятый в Московском государстве: «Аще ли кто двемя персты не благословляет якоже и Христос, или не воображает крестнаго знамения, да будет проклят, святии отцы рекоша» (Стоглав 31); «…не подобает святыя аллилуии трегубити, но дважды глаголати аллилуия, а в третий — слава тебе Боже…» (Стоглав 42).
Указанные нормы продержались до 1652 года, когда патриархом Никоном была проведена реформа церкви, приведшая, в частности, к следующим изменениям:
- Замена двуперстного крестного знамения трехперстным;
- Возглас «аллилуйя» во время стали произносить не дважды (сугубая аллилуйя), а трижды (трегубая);
- Крестные ходы Никон распорядился проводить в обратном направлении (против солнца, а не посолонь).

Резкость и некорректность проведения реформ вызвала недовольство среди значительной части духовенства и мирян, что привело к расколу церкви на новообрядцев (принявших реформы Никона) и старообрядцев (не принявших реформы).
На Большом Московском церковном соборе 1667 года положения Стоглавого собора были признаны написанными «неразсудно, простотою и невежеством»; сама подлинность Стоглава была подвергнута сомнению.
К началу XX века было известно не менее 100 списков рукописного Стоглава.

## Проблема подлинности

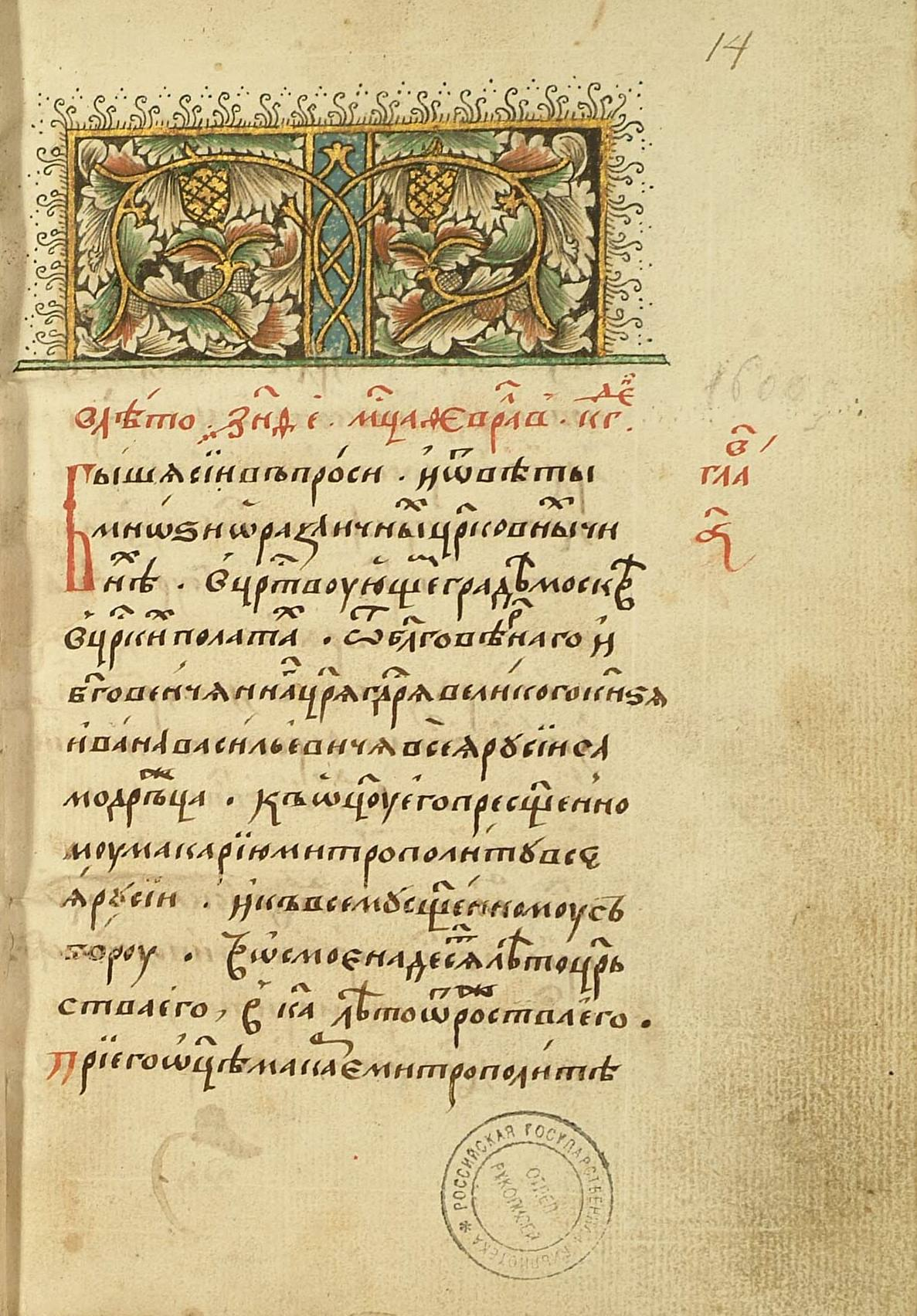
Страница рукописи

В связи с полемикой о подлинности и каноническом значении Стоглава, сложностью, нечёткостью и нелогичностью его структуры и состава проблема происхождения его текста является одной из основных в исторической литературе о Стоглаве и Стоглавом Соборе. До половины XIX века в литературе господствовало мнение о Стоглаве как о не подлинном соборном уложении 1551 года. Митрополит Платон, не сомневаясь в факте созыва Собора 1551 года, усомнился, однако, в том, что положения Стоглава были утверждены на этом Соборе.
В предисловии к первому отечественному изданию Стоглава, вышедшему в 1862 году, было указано, что

…эта книга (Стоглав) — составлена кем-нибудь, может быть, даже членом Стоглавого собора (1551), но уже после собора, из черновых записок, бывших или приготовленных только для рассмотрения на соборе, но не рассмотренных (всецело), не приведенных в формы церковных постановлений, не утвержденных подписями и не обнародованных для руководства.

Такая точка зрения объяснялась нежеланием признать подлинными решения официального органа, которые Русская церковь впоследствии нашла ошибочными, и которыми руководствовались «раскольники».
Только после ряда находок И. Д. Беляева (в частности, наказных списков по Стоглаву, неоспоримо подтвердивших факт принятия Стоглава на Соборе 1551 года) подлинность Стоглава была окончательно признана.
В дальнейшем историками Стоглав рассматривался как уникальный памятник русского права XVI века, дающий представление об образе жизни общества того времени, что, однако, не исключает того факта, что «в тексте Стоглава присутствуют явные вставки».

### Тексты Стоглава
- Рукопись № 215. (1919.) Стоглав (постановления москов. Собора 1551 г.), полууст. четкий, современный, в четверть, 316 л., заглавная заставка фигурная с золотом. Фонд 304.I. Главное собрание библиотеки Троице-Сергиевой лавры. Полный текст списка.
- Стоглав. Рукопись № 194. Фонд 173.I. Фундаментальное собрание библиотеки МДА. Полный текст списка.
- Стоглав. — М.: тип. Э. Лисснера и Ю. Романа, 1890. — 10, 424 с.
- Стоглав в Викитеке